# Curtius (cráter)
Curtius es un cráter de impacto que se encuentra en la parte sur de la Luna. Desde la Tierra el cráter aparece en escorzo, por lo que es difícil de observar con detalle. Sin embargo, se trata de un gran cráter que se puede localizar fácilmente incluso con pequeños telescopios. Curtius se encuentra dentro de un diámetro de distancia del cráter Moretus de aún mayor tamaño localizado hacia el suroeste. Al noreste aparece el más pequeño Pentland. Curtius tiene 95 kilómetros de diámetro y 6,8 kilómetros de profundidad. Se formó en el Período Nectárico, hace unos 4 000 millones de años.
El borde exterior de Curtius se ha suavizado debido a la erosión provocada por otros impactos, pero conserva gran parte de su estructura original. A lo largo de las zonas del norte y noroeste del brocal aparece un par de protuberancias externas notables que rompen la simetría general del cráter. Existe un pequeño cráter satélite, Curtius E, que atraviesa el borde oriental, y otro pequeño cráter en forma de cuenco Curtius A ubicado al sur del contorno.
El suelo interior es relativamente llano, con unos picos centrales bajos y redondeados próximos al punto medio. La parte norte de la pared interior del cráter se ha extendido considerablemente, produciendo una superficie ligeramente irregular. Esta plataforma interior está cubierta por una serie de pequeños cráteres, pero no hay otros impactos notables en todo el interior.

## Cráteres satélite
Por convención estos elementos son identificados en los mapas lunares poniendo la letra en el lado del punto medio del cráter que está más cerca de Curtius.
|         | \| Curtius \| Coordenadas \| Diámetro \| \| ------- \| --------------------------- \| -------- \| \| A \| 68°30′S 2°42′E / -68.5, 2.7 \| 12 km \| \| B \| 63°42′S 4°42′E / -63.7, 4.7 \| 41 km \| \| C \| 69°12′S 4°24′E / -69.2, 4.4 \| 10 km \| \| D \| 64°48′S 8°06′E / -64.8, 8.1 \| 61 km \| \| E \| 67°12′S 8°12′E / -67.2, 8.2 \| 15 km \| \| F \| 66°30′S 2°42′E / -66.5, 2.7 \| 6 km \| \| G \| 65°54′S 3°06′E / -65.9, 3.1 \| 6 km \| \| H \| 69°24′S 8°12′E / -69.4, 8.2 \| 10 km \| \| K \| 69°06′S 9°48′E / -69.1, 9.8 \| 6 km \| \| L \| 68°12′S 9°24′E / -68.2, 9.4 \| 7 km \| \| M \| 65°30′S 8°36′E / -65.5, 8.6 \| 5 km \| |          |
| Curtius | Coordenadas | Diámetro |
| A       | 68°30′S 2°42′E / -68.5, 2.7 | 12 km    |
| B       | 63°42′S 4°42′E / -63.7, 4.7 | 41 km    |
| C       | 69°12′S 4°24′E / -69.2, 4.4 | 10 km    |
| D       | 64°48′S 8°06′E / -64.8, 8.1 | 61 km    |
| E       | 67°12′S 8°12′E / -67.2, 8.2 | 15 km    |
| F       | 66°30′S 2°42′E / -66.5, 2.7 | 6 km     |
| G       | 65°54′S 3°06′E / -65.9, 3.1 | 6 km     |
| H       | 69°24′S 8°12′E / -69.4, 8.2 | 10 km    |
| K       | 69°06′S 9°48′E / -69.1, 9.8 | 6 km     |
| L       | 68°12′S 9°24′E / -68.2, 9.4 | 7 km     |
| M       | 65°30′S 8°36′E / -65.5, 8.6 | 5 km     |